# Takayasu Higuchi
Takayasu Higuchi est un archéologue japonais. Il est un professeur émérite de l'Université de Kyoto. 
Il met de l'importance à recherche de terrain au Japon ainsi qu'à l'étranger. 
Il a contribué beaucoup au développement de l’archéologie sur la route de la soie, Chine et l'histoire des échanges entre Chine et Japon.
Il s'intéresse à la recherche et l'étude du tumulus au Japon depuis temps où il était un étudiant et il élargit son intérêt pour l'archéologie de la Chine et Asie centrale. 
Il prête aussi son concours à protéger des patrimoines culturels dans le monde entier, par exemple une restauration des ruines au Cambodge.

## Publication
- Prehistory of Japan (Studies in Archaeology) (avec C. Melvin Aikens)

## Distinction
- Prix de la culture asiatique de Fukuoka (1997)